# Уругвайска футболна асоциация
Уругвайската футболна асоциация, съкратено УФА, (на испански: Asociación Uruguaya de Fútbol, AUF) е управляващата структура в уругвайския футбол. Основана е през 1900 г. в Монтевидео от член на футболния отбор на Пенярол. УФА е една от съоснователките на КОНМЕБОЛ през 1916 г., а от 1923 г. е членка на ФИФА. Настоящ президент на УФА е Хосе Луис Корбо.